# Muerte de Adama Traoré
La muerte de Adama Traoré, un joven francés de origen maliense de 24 años, ocurrió el 19 de julio de 2016 tras su detención en la comisaría de Persan (Val-d'Oise). Su muerte provocó protestas en contra de la brutalidad policial en Francia, reactivadas en 2020 por el caso de George Floyd en Estados Unidos en 2020.
El asunto Adama Traoré es un caso judicial francés que se originó con la muerte de un joven de 24 años, Adama Traoré, el 19 de julio de 2016 en la gendarmería de Persan(Val-d'Oise), tras su detención en Beaumont-sur-Oise. Su muerte adquiere relevancia mediática tras la cobertura mediática de los errores policiales en Francia y en el extranjero. Así, la investigación se centró en las acusaciones de homicidio involuntario, obstrucción de la investigación y falta de asistencia a una persona en peligro.
En los días siguientes al anuncio de su muerte, se produjeron manifestaciones en Beaumont-sur-Oise y en París, a iniciativa de su familia, para exigir que se investigaran a fondo las circunstancias de su detención. Su hermana, Assa Traoré, contribuyó al nacimiento del Comité Verdad y Justicia para Adama, que se movilizó para que se reconociera la responsabilidad de los gendarmes en la muerte de su hermano y, en general, contra la violencia policial. A lo largo de los años, el Comité Adama ha adquirido una importante capacidad de movilización y notoriedad.
La muerte de Adama Traoré provocó numerosas reacciones políticas y los vericuetos judiciales del caso fueron objeto de una amplia cobertura mediática, relanzando especialmente el debate sobre el uso de la pechera en las detenciones policiales. Se realizaron varios informes periciales por iniciativa de las autoridades judiciales y de la familia para intentar determinar las causas de la muerte, y llevaron a diversas conclusiones sobre la posible responsabilidad de los gendarmes y las posibles enfermedades cardiorrespiratorias que padecía Adama Traoré. Un primer cierre de la investigación es considerado por los jueces a finales de 2018, pero el procedimiento se relanza finalmente en 2019 tras un nuevo contraperitaje médico que concluye la responsabilidad de los gendarmes en la muerte de Adama Traoré.

## Información biográfica
Adama Traoré tiene una hermana gemela, Hawa, que se ha convertido en auxiliar de enfermería. Su padre, originario de Malí, emigró a Francia, donde trabajó en el sector de la construcción. Tuvo cuatro esposas, dos francesas blancas sucesivamente y luego dos malienses; de estas uniones nacieron 17 hijos, entre ellos Adama Traoré. Assa Traoré, hermana de Adama, describe un contexto familiar feliz: "La poligamia suele estar mal vista, pero somos una familia muy unida". El padre de Adama Traoré murió en 1999 y fue Assa Traoré quien se convirtió en el cabeza de familia.
Según un abogado de su familia, Adama Traoré es conocido por los gendarmes por varios "delitos menores". Según la revista Valeurs actuelles, está registrado en los archivos policiales por recepción de bienes robados, violencia intencionada contra la policía, injurias, extorsión con violencia, amenazas de muerte, conducción sin permiso, consumo de drogas y robo de un remolque. Uno de sus amigos de la infancia confirma que "Adama siempre ha tenido problemas con la ley, por peleas y robos". Estuvo encarcelado dos veces, de septiembre de 2012 a julio de 2014 y luego de diciembre de 2015 a mayo de 2016.
Tras su segundo encarcelamiento, en la prisión de Val-d'Oise, en Osny, fue acusado de violación por un compañero de celda de 23 años, que alegó felaciones forzadas. Esta denuncia (presentada el 6 de septiembre de 2016 y cerrada el 14 de septiembre de 2016) fue mencionada en la prensa a principios de 2017, varios meses después de la muerte de Adama Traoré. En la fecha de su muerte no se había llevado a cabo ninguna acción de investigación sobre este asunto, ya que su muerte puso fin al proceso penal. La presunta víctima afirma haber sido violada varias veces al día. El 12 de marzo de 2020, la Comisión de Indemnización de las Víctimas de Infracciones (CIVI) la indemnizó con 15.000 euros, por un total de 28.800 euros, incluida la indemnización por la agresión de febrero de 2017, cometida por el hermano de Adama Traoré, Yacouba, en represalia por la denuncia de violación.

## Detención y muerte
El 19 de julio de 2016, Adama Traoré paseaba por las calles de la ciudad de Beaumont-sur-Oise, en los suburbios parisinos, con su hermano mayor, Bagui Traoré. La policía se acercó a ellos para realizar un control de identidad. Adama Traoré no tenía su documento de identidad, se asustó y huyó. Tres agentes de la Gendarmería Nacional lo atraparon y lo aplastaron con el peso de sus tres cuerpos. Dos horas después de su detención Adama Traoré falleció.
Según los informes de los distintos gendarmes presentes ese día, citados por el diario Libération, una patrulla se desplazó hacia un domicilio cercano a los dos bares donde fueron detenidos los hermanos, gracias a las indicaciones de un testigo. El hombre con quien Adama Traoré se refugió inmediatamente les dijo que estaba en casa. Ven a Adama Traoré, "envuelta en una sábana, en el suelo junto a un sofá". Se dan cuenta de que ya no está esposado. A los tres, lo dominan haciendo una decúbito prono. Uno de los gendarmes afirma "Estábamos tres arriba para controlarlo" y otro: "Nos lanzamos sobre él. […] Los tres asumimos el peso de nuestros cuerpos cuando lo arrestaron” pero en 2020 los abogados de otro soldado niegan esta explicación. De hecho, los gendarmes cambian su versión de los hechos al explicar que "en ningún momento los tres gendarmes pesaron el peso de sus cuerpos". 
Adama Traoré les advirtió entonces que "tenía dificultad para respirar", según las declaraciones de los gendarmes a los investigadores, y no ofreció resistencia. Luego se levantó “solo” pero “con dificultad” para que lo subieran al automóvil. Durante el trayecto, que habría durado entre tres y cuatro minutos, Adama Traoré da la impresión de encontrarse indispuesto. Llegados al patio de la gendarmería de Persan, los gendarmes notan que Traoré se ha orinado durante el trayecto, pero indican que el hombre aún respira. Los gendarmes dicen que luego lo depositaron en el suelo en la posición lateral de seguridad (PLS), lo que parece imposible dado que aún estaba esposado. A las 5:46 p. m., se llamó a los bomberos.
A su llegada, uno de ellos "advirtió que, a pesar de la incomodidad del hombre, no había sido colocado en la posición lateral de seguridad", y se encontró con las manos esposadas a la espalda, boca abajo. El abogado de uno de los gendarmes señala que los otros bomberos que intervinieron dan versiones diferentes y en particular "que una mujer bombero que fue escuchada [...] nos explica muy simplemente que estaba en la posición lateral de seguridad, esto que el indican los gendarmes, y que estaba en condiciones de ser rescatado por los bomberos. " Los investigadores del IGGN señalaron que este testimonio no concordaba con el de los gendarmes, y el jefe del equipo subrayó que "es posible que se haya caído si lo ponen en una cama, ya que es imposible mantenerse de pie de un lado con las manos a la espalda esposadas ", sin respirar más. Los bomberos llamaron a la ambulancia en pocos minutos. Tras varios intentos inútiles de reanimación, que duraron alrededor de una hora, Adama Traoré fue declarado muerto a las 7 de la tarde. Su madre acudió a la gendarmería: "Me dijeron que mi hijo estaba detenido. Estaba muerto, ya una hora antes. "Fue cuando los hermanos de Adama regresaron a la comisaría a las 11 de la noche cuando se anunció la muerte de Adama a los miembros de su familia. 
Una autopsia de Adama Traoré se realizó al día siguiente de su muerte, a las 11 de la mañana. La familia se enteró a las 4 de la tarde de que podía recuperar el cuerpo, pero la familia exigió una segunda autopsia el 28 de julio, por lo que el cuerpo no fue enterrado hasta el 7 de agosto de 2016 en Malí, en el cementerio de Kalabankoro, no muy lejos de Bamako, de donde era su madre.
El hombre en cuya casa se había escondido Adama Traoré lo describe durante su primera comparecencia ante los gendarmes en agosto de 2016 como un hombre "sin aliento" hasta el punto de no poder hablar: "está sentado en el suelo, no puede ponerse de pie, está sin aliento y lo único que me dice, dice entonces este testigo delante de los gendarmes, es "tira de mí", respiraba fuerte". Este testigo fue escuchado por primera vez por los jueces de instrucción el 2 de julio de 2020. Su comparecencia era especialmente esperada, ya que en este único testimonio y en la mención de la falta de aire de Adama Traoré se basó el peritaje médico que exoneró a los gendarmes. Al igual que en 2016, el testigo mantuvo que Adama Traoré había entrado en su casa esposado y con las manos a la espalda, hecho que fue invalidado por las cámaras de videovigilancia repartidas por la ciudad. Sin embargo, cambió su versión de los hechos y aportó nuevos elementos: declaró que "algo blanco" salía de la boca de la víctima, mientras su apartamento se sumía en la oscuridad. También afirma que Traoré dijo: "Voy a morir ". Pero, sobre todo, aunque la falta de aire se mantuvo como elemento en los exámenes médicos, el testigo volvió a este aspecto: «No hizo ningún ruido. Tal vez los gendarmes lo entendieron mal.» Lamentó que los gendarmes le atribuyeran palabras que no había dicho. El abogado de la familia Traoré presentó una denuncia por "falso testimonio", al considerar que sus declaraciones eran contradictorias.

## Autopsias
Los peritajes médicos oficiales atribuyen su muerte a problemas previos de salud y descartaron la responsabilidad de los gendarmes cuando le detuvieron en Beaumont sur Oise después de haberlo perseguido hasta el domicilio de un conocido en el que se refugió. 
Pero los abogados de la familia presentaron en 2020 otro informe en el que los médicos que lo firman estiman que su fallecimiento está en relación con las técnicas de arresto que utilizaron los agentes.

## Reacciones
Su muerte provocó protestas en París, Lyon, Marsella, Lille y Toulouse, con el lema "Justice pour Adama" (Justicia para Adama). La lucha para que se reconozca su muerte como consecuencia de la brutalidad policial está encabezada por su hermana Assa Traoré, y se ha convertido en referencia de la denuncia de la violencia policial contra las personas negras y de origen norteafricano en Francia.
El 2 de junio de 2020, 80 000 personas se reunieron frente al Tribunal de Primera Instancia de París para pedir justicia y verdad con respecto a la muerte de Adama Traoré inspirados por el movimiento Black Lives Matter en Estados Unidos, tras la muerte de George Floyd.